# Kendall Karson
Kendall Karson (Sacramento, California; 28 de marzo de 1988) es una actriz pornográfica estadounidense.

## Filmografía
- 2014 : Me and My Girlfriend 9
- 2014 : Me and My Girlfriend 7
- 2014 : Me and My Girlfriend 6
- 2014 : Mother-Daughter Exchange Club 32
- 2013 : Women Seeking Women 99
- 2013 : My First Lesbian Experience 3
- 2012 : Orgasm (II)
- 2012 : Swallow This 23
- 2011 : North Pole 91

### Premios
- 2014 : Premios XBIZ : Mejor Escena - Parody Release - Man of Steel XXX: An Axel Braun Parody con Ryan Driller

### Nominaciones
- 2013 : Premios AVN : Best New Starlet
- 2013 : Premios AVN : Best POV Sex Scene - Sport Fucking 10 con Erik Everhard
- 2014 : Premios AVN : Unsung Starlet of the Year